# W.S.R. Argo

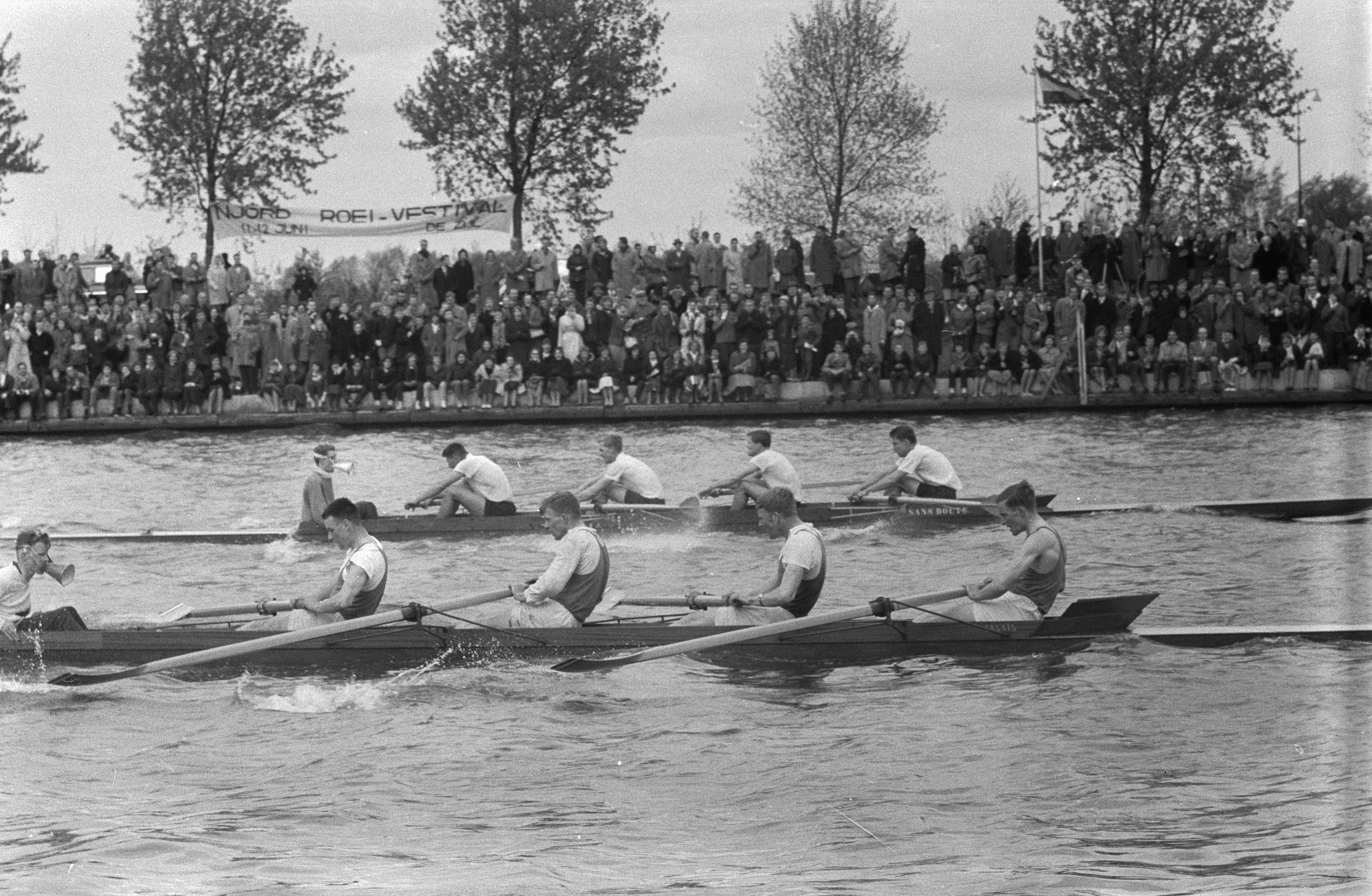
Argo en Njord delen Varsity-overwinning (1960)

W.S.R. Argo is een studentenroeivereniging uit Wageningen. De vereniging is bedoeld voor studenten aan de Wageningen University & Research en de Aeres Hogeschool. Argo heeft ongeveer 700 leden anno 2021 en is onderdeel van de KNSRB. De vereniging werd door Fried van der Meulen opgericht in oktober 1913 als ondervereniging van het Wageningse Corps 'Ceres'. Sinds 1970 is Argo een zelfstandige vereniging, waar de roeisport in zowel wedstrijd-, competitie- als clubverband wordt beoefend. De naam Argo komt van de sage Argonauten. Het schip, de Argo, speelt hierin een belangrijke rol.

## Geschiedenis
Sinds de oprichting van Argo als ondervereniging van Ceres is de vereniging op verschillende plekken rond de Rijnhaven in Wageningen gevestigd geweest. Van 1913 tot 1915 werd gebruikgemaakt van het terrein van een oude steenfabriek in Wageningen en na 1915 nam de vereniging plaats in een schuur van burgervereniging Vada op hetzelfde fabrieksterrein.  De vereniging zou tot 1931 gebruik blijven maken van het gebouw van Vada. Vervolgens werd gebruikgemaakt van een nieuw eigen botenhuis aan de Rijnhaven, dat in 1982 werd gerenoveerd. Ter ere van het 100-jarig bestaan was het doel voor Argo om het botenhuis uit 1982 grondig te renoveren, zodat de vereniging een goed begin kon maken aan de tweede eeuw van haar bestaan. Bij het twintigste lustrum in 2013 kon het nieuwe gebouw feestelijk worden geopend.
In de jaren ’30 weet Argo voor het eerst internationale successen te behalen. Op de Europese Kampioenschappen van 1934 behaalde Argo een derde plaats. In 1964, 1965 en 1966 worden respectievelijk ook nog de vierde plaats, een zilveren medaille en een bronzen behaald op de Europese Kampioenschappen.
Argo was in 1917 al een van de oprichtende verenigingen van de Koninklijke Nederlandsche Roeibond (KNRB) en in 1946 werd Argo lid van de Koninklijke Nederlandsche Studenten Roeibond (KNSRB). Argo werd daardoor mede-organistor van de Varsity, waar in 1960 en 1961 successen werden behaald. In 1960 werd de winst nog gedeeld met K.S.R.V Njord, maar in 1961 ging de winst volledig naar Argo. Twee roeiers van de winnende Oude Vier uit 1960 mochten naar de Olympische Spelen in Rome. De stuurman Jan Just Bos uit 1960 mag vier jaar later naar de Olympische Spelen in Tokio, waar hij tot nog toe Argo’s enige olympische medaille weet te behalen.
In 1996 weet Argo nog een zeer prestigieuze wedstrijd te winnen. De vier zonder stuurman wint de Visitors Challenge Cup op de Henley Royal Regatta.
Jolmer van der Sluis maakte in 2009 furore met een bronzen medaille in de nationale acht op de wereldkampioenschappen.

## Evenementen
Er worden jaarlijks een aantal evenementen georganiseerd door leden van W.S.R. Argo. 

### Argo Sprint
Als oudste en tevens eerste Sprintwedstrijd van Nederland neemt de Argo Sprint al jaren een vaste plek in op de wedstrijdkalender van roeiend Nederland. Deze wedstrijd van 500 meter wordt gevaren op de vooravond van de N.S.R.F. Slotwedstrijden op de Willem Alexander Baan te Zevenhuizen. 

### Argo Najaars Slotwedstrijden
De Argo Najaars Slotwedstrijden, kortweg de ANS, is de laatste wedstrijd van het jaar die geroeid wordt door de competitieroeiers. Deze afsluiting van de Najaarsbokaal van de NOOC wordt gevaren op het havenkanaal in Wageningen. Halverwege de race van 1000 meter wordt er om een keerboei heen gestuurd.

## Bekende Argonauten
- Jan Just Bos
- Maarten van Dis
- Gerrit Hiemstra
- Marleen van Rij
- Henk Sijnja
- Linde Verbeek
- Arnold Wientjes
- Eltien Krijthe
- Neeltje Krijthe

## Publicatie
- 100 jaar W.S.R. Argo. De Rijn stroomt voor ons. Redactie: Anne Ammerdorffer, Barbara van Gulick, Bart van der Helm, Bram Lokker. Wageningen, 2014. ISBN 9789090276922